# Allas-Champagne
Allas-Champagne ist eine französische Gemeinde mit 266 Einwohnern (Stand: 1. Januar 2022) im Département Charente-Maritime in der Region Nouvelle-Aquitaine (vor 2016 Poitou-Charentes); sie gehört zum Arrondissement Jonzac und zum Kanton Jonzac. Die Einwohner werden Allasiens genannt.

## Geographie
Allas-Champagne liegt etwa 85 Kilometer nordnordöstlich von Bordeaux. Nachbargemeinden von Allas-Champagne sind Arthenac im Norden, Brie-sous-Archiac im Nordosten, Saint-Ciers-Champagne im Osten und Südosten, Meux im Süden sowie Réaux sur Trèfle im Westen.

## Bevölkerungsentwicklung
| Jahr      | 1962 | 1968 | 1975 | 1982 | 1990 | 1999 | 2006 | 2019 |
| Einwohner | 220  | 201  | 200  | 213  | 207  | 184  | 224  | 252  |

Quellen: Cassini und INSEE

## Sehenswürdigkeiten
- Kirche Saint-Didier aus dem 12. Jahrhundert

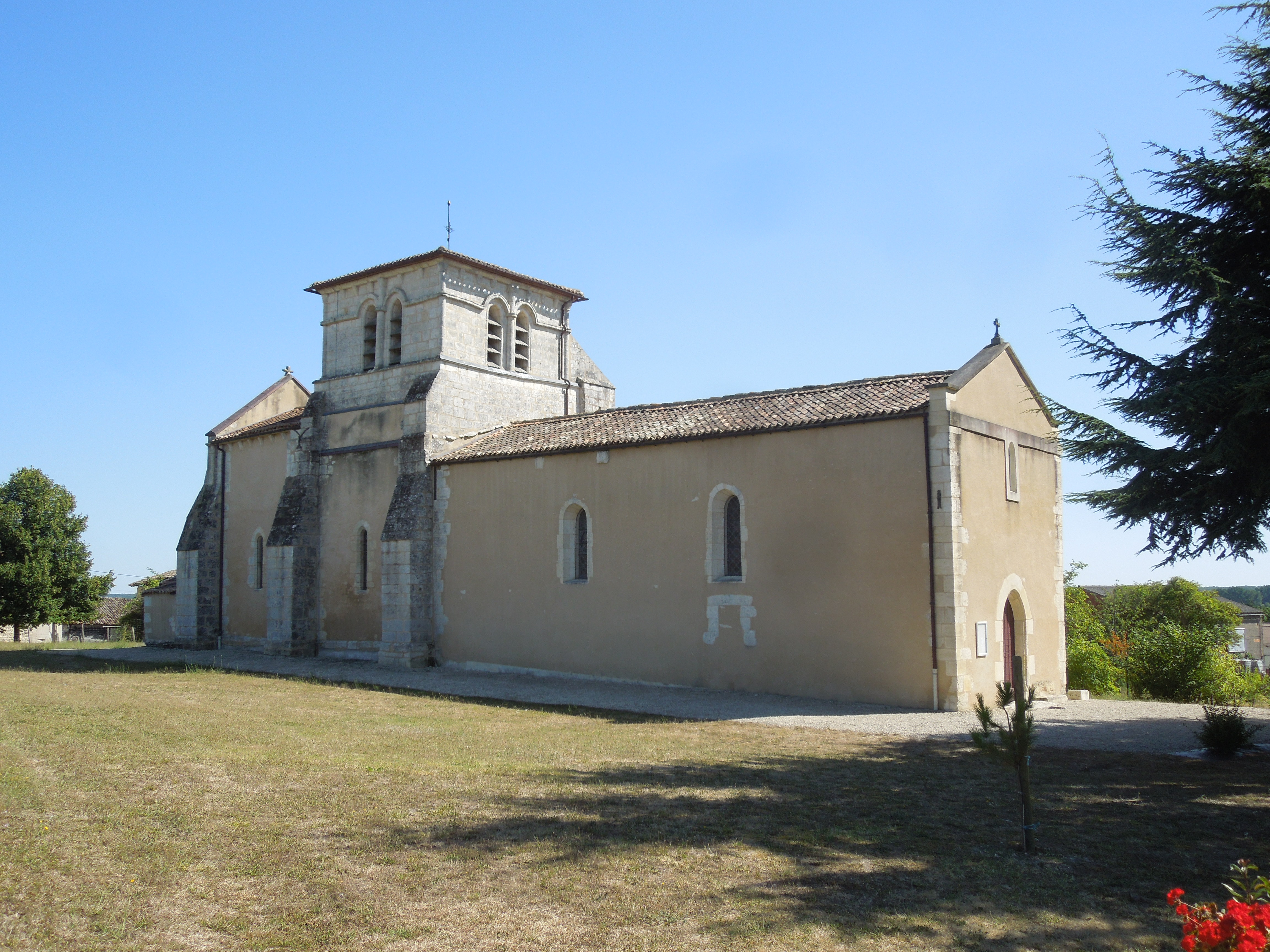
Kirche Saint-Didier